# DM for Travtrænere
DM for Travtrænere er en årlig konkurrence mellem de travtrænere, der har vundet flest løb året før. De mødes i en kuskematch, hvor der over flere løb bliver trukket lod om hestene, der på forhånd er seedede.
Vinderen af DM for Travtrænere har retten til at køre med guldhjelm i løbene indtil næste års DM-vinder er fundet. 
Birger Jørgensen er oftest vinder af konkurrencen med fem titler.

## Vindere af DM for Travtrænere
| År   | DM-vinder        |
| ---- | ---------------- |
| 2021 | Jeppe Juel       |
| 2020 | Rene Kjær        |
| 2019 | Bent Svendsen    |
| 2018 | Birger Jørgensen |
| 2017 | Ken Ecce         |
| 2016 | Jeppe Juel       |
| 2015 | Jeppe Juel       |
| 2014 | Birger Jørgensen |
| 2013 | Bent Svendsen    |
| 2012 | René Kjær        |
| 2011 | Steen Juul       |
| 2010 | René Kjær        |
| 2009 | Ken Ecce         |
| 2008 | Knud Mønster     |
| 2007 | Bent Svendsen    |
| 2006 | Jeppe Juel       |
| 2005 | René Kjær        |
| 2004 | Bent Svendsen    |
| 2003 | Birger Jørgensen |
| 2002 | Steen Juul       |
| 2001 | Birger Jørgensen |
| 2000 | Birger Jørgensen |
| 1999 | Johnny Jørgensen |